# Haidar Abu Bakr al-Attas
Haidar Abu Bakr al-Attas (arabisch حيدر أبو بكرالعطاس, DMG Ḥaydar Abū Bakr al-ʿAṭṭās; * 5. April 1939 in El-Huraidha (Gouvernement Hadramaut), Südjemen) war von 1971 bis 1986 Premierminister des Südjemen und von 1986 bis 1990 Präsident. Nach der Wiedervereinigung der beiden jemenitischen Staaten 1990 war al-Attas bis 1994 erster Premier des neuen Staates.
1994 war al-Attas Premierminister der nur wenige Wochen existierenden Demokratischen Republik Jemen.